# Доброякісне пароксизмальне позиційне запаморочення
Доброякісне пароксизмальне позиційне запаморочення (ДППЗ), або доброякісне пароксизмальне позиційне головокружіння (ДППГ) — це розлад рівноваги, основною характеристикою якого є напади короткотривалого запаморочення, що виникають при зміні положення голови. До інших частих симптомів належать нудота, блювання, осцилопсія. Інколи між нападами особа може скаржитися на менш інтенсивне головокружіння чи погіршення рівноваги при ходьбі. ДППЗ є другим за частотою розладом рівноваги загалом та найпоширенішим периферичним розладом рівноваги. Відповідно до класичних поглядів, він не несе безпосередньої загрози життю чи функції вестибулярного апарату, однак він може призводити до падінь, а отже і до зайвого травматизму. Він також суттєво впливає на якість життя, психічного здоров'я та працездатність.
У 95% випадків ДППЗ має невідоме походження. Поширеною теорією є дегенерація отолітового апарату маточки, при якій окремі кристали — отоліти — відриваються від цього апарату та потрапляються у півколові канали. За нормальних умов отоліти відсутні в цій частині внутрішнього вуха. Решта 5% випадків виникають після травми голови або захворювань внутрішнього вуха.  Існують два основні механізми появи симптомів: вільний рух отолітів в просвіті півколових каналів (каналолітіаз) та прилипання отолітів до купола в ампульній частині каналів з його подальшим  зміщенням під дією гравітації (купулолітіаз).
Діагностика ДППЗ ґрунтується на детальному аналізі скарг та анамнезу. У разі типових скарг проводять провокативний маневр, який викликає у пацієнта запаморочення. Лікар у цей час бачить певний ністагм, який  підтверджує діагноз. ДППЗ кожного з трьох каналів, а інколи й механізм виникнення, має свій ністагм. Найчастіше в практиці використовують маневр Дікс—Голлпайка, що дозволяє діагностувати найбільш поширену форму розладу — позиційне запаморочення зі заднього півколового каналу.
У разі типових знахідок додаткові обстеження зазвичай не потрібні, лікар одразу виконує репозиційний маневр, який дозволяє «вивести» отоліти з півколових каналів назад до маточки. Як і під час діагностики, кожен канал має свій репозиційний маневр, часто навіть декілька. Для лікування ДППЗ зі заднього каналу найчастіше застосовують три  маневри: маневр Епплі, маневр Семона, або маневр Семона плюс. У разі атипових проявів потрібні додаткові методи обстеження, наприклад, магнітно-резонансна томографія (МРТ).

## Історія досліджень

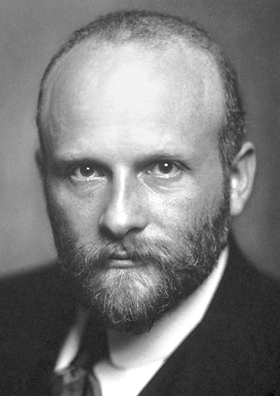
Роберт Барані

### Відкриття варіантів
Перший 1897 року позиційне головокружіння описав вроцлавський невролог на прізвище Адлер (точне ім'я невідоме). Однак у його праці немає деталей, які б чітко вказували на ознаки ДППЗ згідно зі сучасними критеріями. Людвіг Брунс того ж року, а потім і 1905 року, наводив подібні випадки. Однак, вони стосувалися головокружіння у випадку пухлин та при цистецеркозі (синдром Брунса), що спричиняв гідроцефалію. 1921 року Роберт Барані став першим, хто однозначно описав випадок ДППЗ зі заднього півколового каналу у двадцятисемирічної жінки. Він також навів окремі класичні ознаки ністагму, котрий виникає при цій хворобі: його напрям нагору та з обертанням в сторону хворого каналу, коротку тривалість та згасання. Він помилково вважав, що цей стан є хворобою отолітових органів (маточкита мішечок).
Наступною знаковою датою в історії досліджень ДППЗ став 1952 рік, коли Маргарет Рут Дікс та Чарльз Скіннер Голлпайк винайшли маневр, що викликав вище згаданий ністагм і який був названий на їхню честь. Вони вперше використали термін «позиційне головокружіння доброякісного парокзимального типу» (англ. positional vertigo of the benign paroxysmal type), котрий надалі еволюціонував у сучасну назву. Вони описали типові характеристики ністагму та головокружіння при нападі ДППЗ: певний латентний період перед виникненням, напрям нагору та з обертанням в сторону хворого каналу, висхідно-нисхідну інтенсивність, згасання, зміну напряму при вставанні, меншу інтенсивність проявів при повторенні маневру в одного і того ж пацієнта. Голлпайк також описав дегенерацію отолітового апарату маточки в однієї з пацієнток, чим припустив, що ДППЗ є хворобою внутрішнього вуха і навіть вилікував декілька пацієнток за допомогою лабіринтектомії. Однак, як і Барані, він вважав ДППЗ хворобою отолітового апарату. 
Гарольд Шлукнехт 1961 року першим вважав, що місцем виникнення ДППЗ є задній півколовий канал. Спочатку він висловив гіпотезу про вільний рух отолітів всередині каналів, який викликав ампулопетальний рух ендолімфи. По суті він запропонував теорію каналолітіазу. Хоча його думка була проривною і він вгадав з локалізацією патології, він помилився щодо напрямку руху ендолімфи. На цю помилку йому вказав його колега, котрий зрозумів, що для виникнення ністагму, що б'є нагору та має обертання до хворого вуха, необхідне збудження заднього півколового каналу. Воно виникає при ампулофугальному русі ендолімфи. 1969 року Шлукнехт модифікував своє припущення і вперше використав теорію купулолітіазу, яку підтвердив гістопатологічними знахідками: отоліти прилипали до куполата викликали його ампулофугальне відхилення під дією гравітації. Дальші гістологічні знахідки зробили Ральф Рубі та Річард Гейсек. Однак, купулолітіаз мав би викликати тривалі ністагм та запаморочення. Цей механізм не пояснював класичну короткотривалість симптомів ДППЗ.
Теоретичною моделлю, яка набагато краще пояснювала механізм ДППЗ стала теорія каналолітіазу, тобто вільного руху отолітів в півколових каналів, яку відродили Стівен Голл, Ральф Рубі та Джозеф Макклер 1979 року.  Цього разу вони правильно припустили, що рух отолітів викликатиме ампулофугальний рух ендолімфи. Вони також вважали, що і каналолітіаз, і купулолітіаз є правильними теоріями, які пояснюють дещо відмінні характеристики різних варіантів ДППЗ. Подібну теорію незалежно від них запропонував Джон Еплі. Гістологічне підтвердження теорія здобула тільки 1992 року, коли вільні отоліти під час операції спостерігали Лорн Парнз та Джозеф Макклер.
До 80-х років XX століття ДППЗ асоціювали виключно зі заднім півколовим каналом, однак 1985 року Макклер описав та надав теоретичне пояснення ДППЗ з бокового півколового каналу з двобічним геотропним ністагмом, механізмом якого вважав каналолітіаз. Інший варіант — з двобічним агеотропним ністагмом через купулолітіаз — був описаний Робертом Бало через 10 років. Томас Брандт ще 1994 року припустив існування ДППЗ пов'язаного з переднім півколовим каналом, однак клінічний опис з'явивився тільки через 2 роки у праці Сюзан Гердман та Рональда Туси.

### Історія лікування
У 40-х роках XX століття Теренс Коуторн запропонував перший лікувальний маневр, який полягав у повторенні рухів, що викликали запаморочення. Вважалося, що з часом мала б відбутися центральна адаптація — мозок би зкомпенсував неправильну інформацію з внутрішнього вуха.
Наступним етапом, опісля відкриття теорії купулолітіазу, став маневр Брандта—Дароффа, запропонований 1980 року. Його проводили за госпіталізації: пацієнт що три години лягав на бік на сторону ураженого вуха, лежав у такому положенні тридцять секунд, опісля на короткий час займав протилежну позицію. Лікування тривало 7-10 днів і дійсно поліпшувало стан у більшості пацієнтів. На основі маневру Брандта—Дароффа, Ален Семон запропонував дещо модифікований та лікарем контрольований підхід, який згодом отримав його назву (маневр Семона).
1992 року Еплі опублікував статтю, у котрій чітко розписав набір контрольованих рухів, необхідних для лікування ДППЗ зі заднього півколового каналу у випадку каналолітіазу, хоча ще з 1980 року він проводив практичний курс на зустрічах Американської академії отоларингології, хірургії голови та шиї.
Еплі також першим припустив, що лікування ДППЗ з бічного каналу полягатиме в обертанні на 360° в сторону здорового вуха. Першу задокументовану спробу вилікувати цей варіант хвороби провів Бало з колегами в 1993 році, їхній маневр полягав у обертанні пацієнта на 180° в сторону здорового вуха та забороні лежати на спині протягом наступних 48 годин. Лікування виявилось неефективним. 1996 року Лемперт з колегами опублікували результати проведення маневру з обертанням на 270° в сторону здорового вуха — терапія виявилась ефективною, маневр отримав назву на честь основного автора (маневр Лемперта). Мауро Гуфоні описав свій маневр 1998 року, його модифікацію за Джузеппе Аппіані описали через три роки.
Довший час для лікування ДППЗ переднього півколового каналу використовували різні модифікації маневрів, які типово застосовують у випадку ДППЗ заднього каналу. 2009 року Даріо Яковіно та Тімоті Гейн описали спеціально розроблений маневр для цього варіанту ДППЗ.

## Епідеміологія
ДППЗ є другою за частотою причиною звертань через головокружіння і найчастішим периферичним вестибулярним розладом. Поширеність захворювання за різними даними становить від 64 до 140 осіб на 100 000 населення. Жінки страждають на ДППЗ частіше за чоловіків — майже дві третини випадків припадають на жіночу стать. Хоча розлад може траплятися у будь-якому віці, діти до 15 років становлять лише 1% від усіх випадків ДППЗ. Пік захворювання припадає на п'яту–сьому декаду життя. 95% випадків мають ідіопатичну природу і саме тут можна спостерігати перевагу у захворюваності серед жінок та старших людей. Для вторинних форм характерне статеве співвідношення 1:1, а серед осіб до 35 років більшість випадків пов’язана з травмою голови. Чіткі фактори ризику невстановлені, різні дослідження часом надають протилежні дані. До потенційних факторів, які підвищують шанс на виникнення ДППЗ, відносять остеопороз, дефіцит вітаміну D, супутню мігрень, гіперхолестеролемію та низьку фізичну активність.

## Етіологія та механізм

### Анатомічні та фізіологічні передумови

#### Будова внутрішнього вуха та вестибулярного апарату

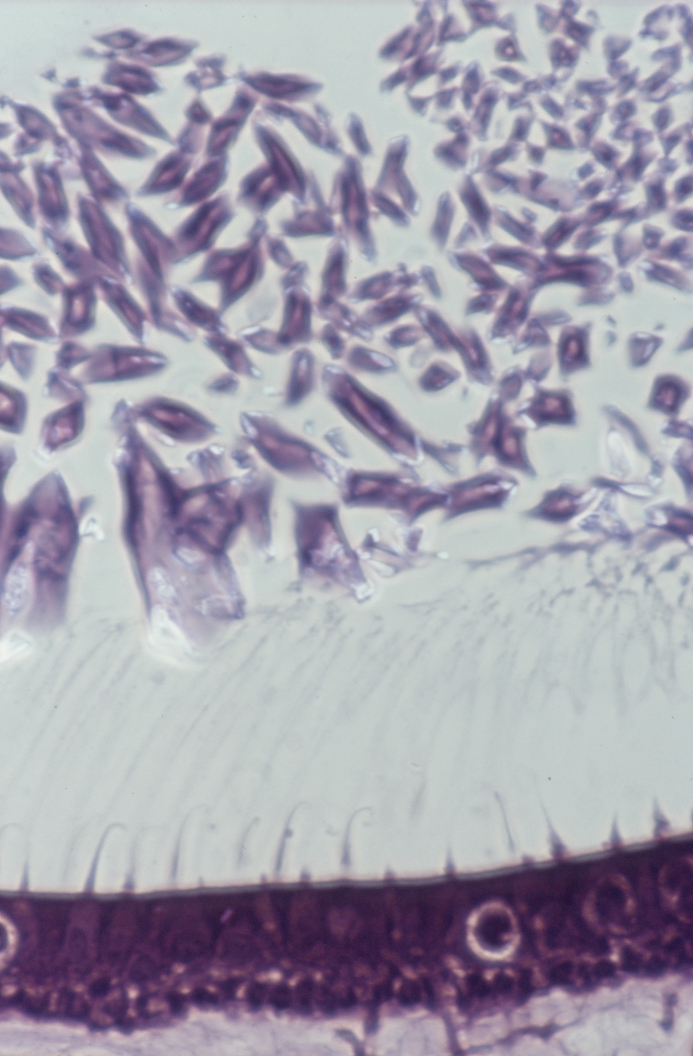
Отоліти

Внутрішнє вухо (лат. auris interna) людини складається з кісткового (лат. labyrinthus osseus) та перетинчастого (лат. labyrinthus membranaceus) лабіринтів. Кістковий лабіринт складається зі завитки (лат. cochlea), що відповідає за слух, та двох філогенетично старіших структур, що пов'язані з рівновагою: присінку (лат. vestibulum) та півколових каналів (лат. canales semicirculares). Всередині кісткового лабіринту розміщений перетинчастий, який по суті являє собою систему порожнин, заповнених ендолімфою.
У присінку наявні два важливих утворення перетинчастого лабіринту: мішечок(лат. sacculus), який відповідає за відчуття горизонтальних лінійних прискорень (наприклад, у рухомому автомобілі), та маточка(лат. utriculus), яка сприймає вертикальні лінійні прискорення (відчуття руху в ліфті). І мішечок, і маточка є отолітовими органами. Дегенерація отолітового апарату маточки є джерелом кристалів — отолітів (отоконій), — які можуть потрапляти до проток півколових каналів.
Існують три півколові канали: задній (лат. canalis semicircularis posterior), бічний, або горизонтальний (лат. canalis semicircularis lateralis, canalis semicircularis horizontalis) та передній, або верхній (лат. canalis semicircularis superior, canalis semicircularis anterior). Передній канал розташований більше в сагітальній площині і найкраще реагує на нахиляння та захиляння голови. Задній канал розташований у фронтальній площині, реагує на нахили голови ліворуч та праворуч. Горизонтальний канал розміщений в однойменній площині, реагує на обертання голови праворуч та ліворуч. Кожен канал має ширшу ампульну ніжку (лат. crus osseum ampullare) та тоншу вільну (лат. crus osseum simplex) та саму ампулу (лат. ampulla) — найширшу його частину. Канали з'єднуються з присінком через низку отворів. Через ці отвори отоліти як потрапляють до просвіту каналів, так і покидають його.

#### Канали та відчуття рівноваги

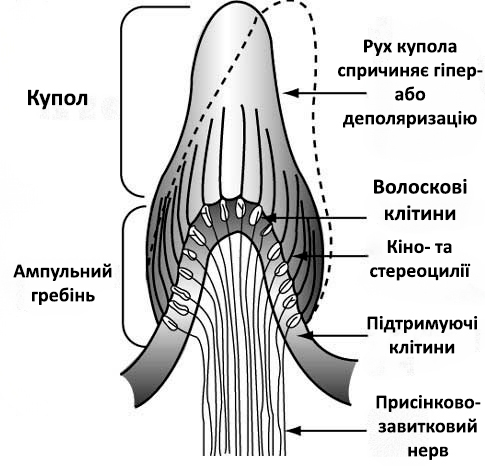
Ампула півколового каналу та її структури

В ампулі каналів розташовані ампулярні гребені (лат. cristae ampullaris), котрі іннервує присінково-завитковий нерв. Ампулярний гребінь вкритий волосковими клітинами, які мають два типи відростків: близько 50 коротших стереоцилій та одну довшу кіноцилію. Відростки волоскових клітин вкриті желеподібним утвором — куполом ампули (лат. cupula ampullaris). Купол виповнює просвіт каналу таким чином, що ніяке стороннє тіло не може покинути канал з цієї сторони.

Рух ендолімфи зміщує купол в ту чи іншу сторону, а отже рухає і відростками волоскових клітин. Якщо стереоцилії рухають до кіноцилії, то виникає збудження, якщо ж від кіноцилії — гальмування. 

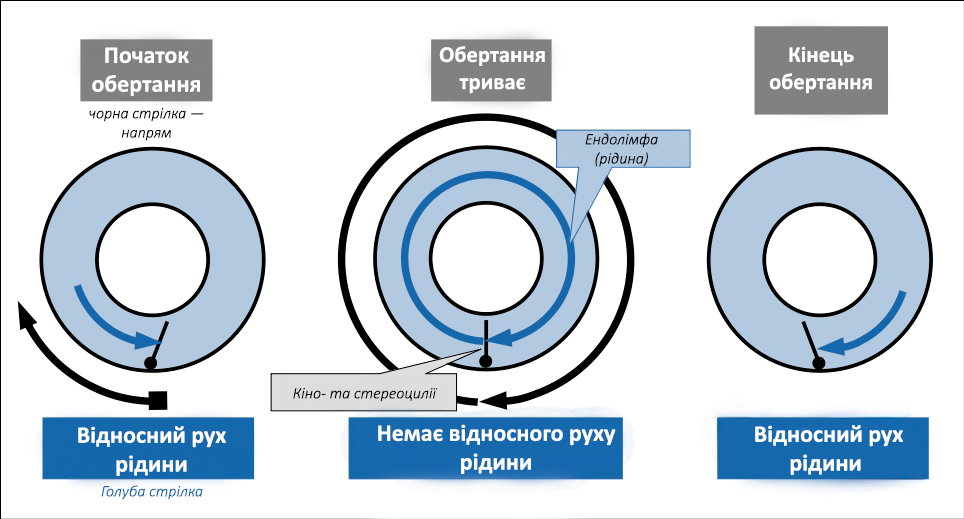
Обертання голови та ендолімфи, вплив руху ендолімфи на купулу та відростки волоскових клітин

Коли голова починає обертатися, кістковий та мембранозний лабіринти, які прикріплені до інших структур голови, починають обертатися миттєво разом з головою у тому самому напрямку. Однак ендолімфа через інерцію залишається на місці та відносно голови й лабіринту рухається у протилежний бік. Саме у цей момент під тиском ендолімфи виникає відхилення купола, волоскові клітини деполяризуються або гіперполяризуються. Як наслідок, сигнал про зміну положення прямує до мозку: виникає відчуття обертання. Сигнал також прямує і до окорухових центрів і за потреби виникає відхилення очей. Далі через тертя ендолімфа також починає рухатися і за якийсь час її швидкість дорівнює швидкості обертання голови. За такої ситуації купол повертається в початкове положення, відчуття обертання зникає. Якщо голова припиняє обертатися, то по тій же інерції ендолімфа ще якийсь час рухається, спричиняючи нове,  короткочасне відчуття обертання.

### Закони Евальда та ністагм у ДППЗ

#### Канали та рухи очей
Сигнали від півколових каналів через волокна присінково-завиткового нерву прямують до ядер в стовбурі мозку, а від них до окорухових м'язів, викликаючи певні рухи очей:
| Активований канал                                                              | М'язи                                   | М'язи                                    | Рухи очей | [ 28 ] [ 29 ] |
| Активований канал                                                              | Активовані м'язи                        | Загальмовані м'язи                       | Рухи очей | [ 28 ] [ 29 ] |
| ------------------------------------------------------------------------------ | --------------------------------------- | ---------------------------------------- | --- | ------------- |
| Передній півколовий                                                            | Іпсилатеральний верхній прямий м'яз     | Іпсилатеральний нижній прямий м'яз       | Підняття очного яблука іпсилатерально та ексиклодукція (зміщення верхнього полюсу назовні) очного яблука контрлатерально      | [ 28 ] [ 29 ] |
| Передній півколовий                                                            | Контрлатеральний нижній косий м'яз      | Контралетаральний верхній косий м'яз     | Підняття очного яблука іпсилатерально та ексиклодукція (зміщення верхнього полюсу назовні) очного яблука контрлатерально      | [ 28 ] [ 29 ] |
| Горизонтальний півколовий                                                      | Контрлатеральний бічний прямий м'яз     | Іпсилатеральний бічний прямий м'яз       | Відведення очного яблука на протилежну сторону                                                                                | [ 28 ] [ 29 ] |
| Горизонтальний півколовий                                                      | Іпсилатеральний присередній прямий м'яз | Контрлатеральний присередній прямий м'яз | Відведення очного яблука на протилежну сторону                                                                                | [ 28 ] [ 29 ] |
| Задній півколовий                                                              | Іпсилатеральний верхній косий м'яз      | Іпсилатеральний нижній косий м'яз        | Інциклодукція (зміщення верхнього полюсу досередини) очного яблука іпсилатерально та опускання очного яблука контралетерально | [ 28 ] [ 29 ] |
| Задній півколовий                                                              | Контрлатеральний нижній прямий м'яз     | Контрлатеральний верхній прямий м'яз     | Інциклодукція (зміщення верхнього полюсу досередини) очного яблука іпсилатерально та опускання очного яблука контралетерально | [ 28 ] [ 29 ] |
| Іпсилатеральний — на тій же стороні; контрлатеральний — на протилежній стороні |                                         |                                          | | [ 28 ] [ 29 ] |

Півколові канали формують між собою функціональні пари: під час певного руху головою один з каналів пари збуджується, тоді як в іншому виникає гальмування. Такими парами є: два горизонтальних канали, передній лівий та правий задній (в англомовній літературі часто позначена як LARP (left anterior and right posterior)) та правий передній і лівий задній (RALP — right anterior and left posterior).

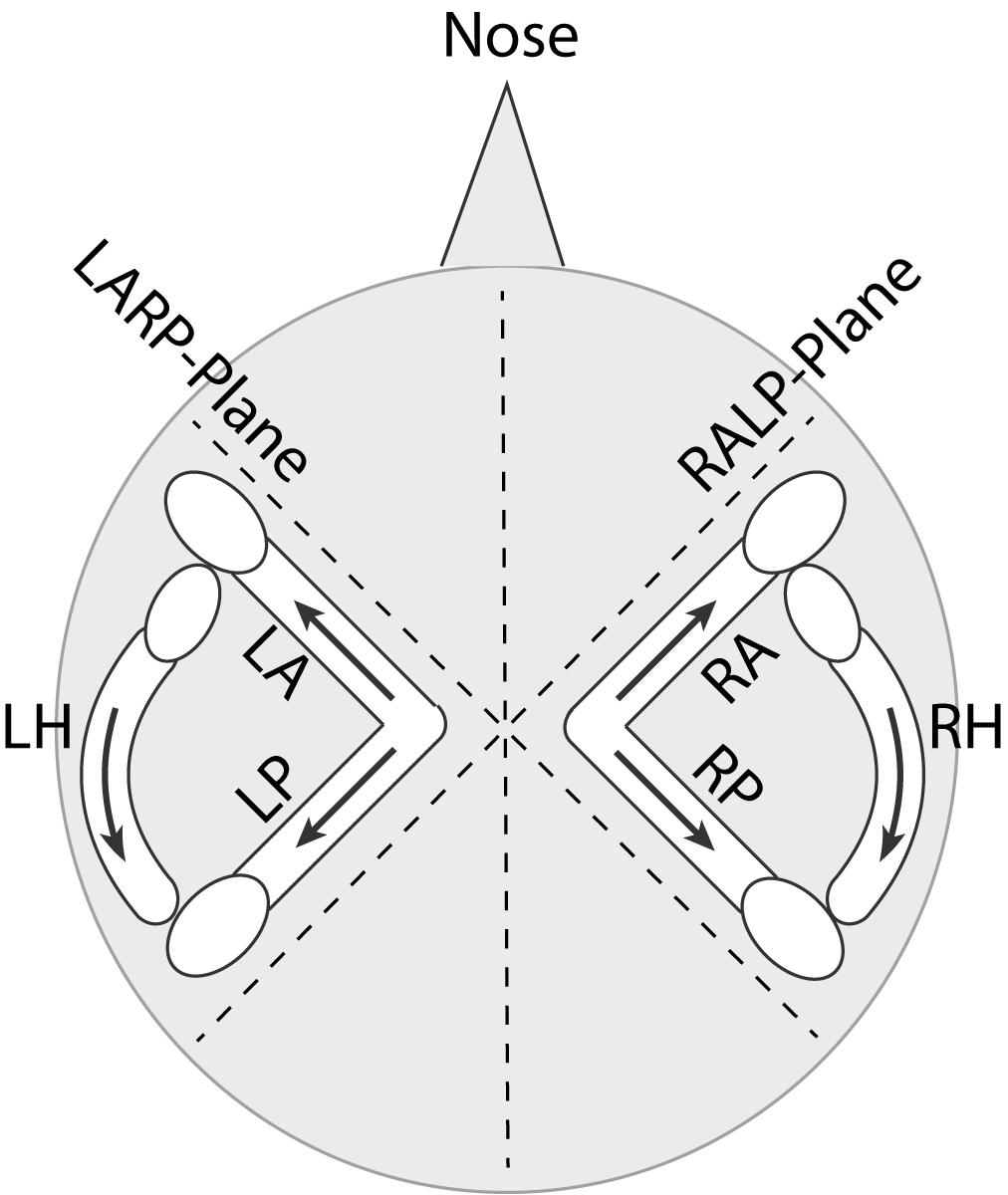
Функціональні пари (два бічні канали, LARP, RALP)

Сигнали від кожного окремого півколового каналу опосередковано передаються через структури у стовбурі мозку (присінкові ядра, присередній повздовжній пучок) до окорухових ядер на обидвох сторонах. На практиці активація верхнього півколового каналу викличе підняття обидвох очей та їхнє обертання у бік, протилежний до збудження. Активація нижнього півколового каналу — до опускання очних яблук та обертання на протилежну до збудження сторону, а активація горизонтального каналу — відведення очей на протилежну сторону.

#### Механізм виникнення ністагму та закони Евальда
За нормальних умов активація одного каналу та гальмування іншого добре збалансовані. За наявності отолітів у каналі цей баланс порушений: канал або невчасно загальмований, або надміру збуджений. Виникає конфлікт з іншими системами відчуттів, а мозок намагається відновити баланс між ними. За таких умов при спостереженні за очима можна побачити ністагм як спробу злагодити зір та інформацію з внутрішнього вуха. Повільна фаза ністагму є патологічним відхилення ока при неправильній функції каналу, а швидка фаза — це спроба мозку скорегувати цю патологію. Швидка фаза має протилежний напрям повільній.
Евальд сформулював три закони, які пояснюють, як активізуються канали і як при цій активації виникає ністагм. Їхнє теоретичне знання необхідне для практичного виконання провокативних маневрів у пацієнтів з ДППЗ та правильного тлумачення ністагму.
1. Стимуляція каналу спричиняє рух очима в площині цього каналу. Ністагм також буде виникати у цій площині. Так, наприклад, активація горизонтального каналу викликає рух очей в однойменній площині, компесаторна реакція також виникатиме в ній[35].
2. Ампулопетальний напрям руху ендолімфи (тобто у напрямі до ампули) у горизонтальних каналах викликає більше збудження, ніж ампулофугальний (від ампули). Це пов'язано з тим, що кіноцилія на ампульному гребені у цих каналах розташована на стороні вільної ніжки.
3. У випадку переднього чи заднього каналів, ситуація протилежна: ампулофугальний рух (від ампули) спричиняє збудження. Кіноцилія у цих каналах розташована ближче до ампульної ніжки[36][37].

### Каналолітіаз та купулолітіаз
Отоліти — це дрібні кристалики, основою яких є карбонат кальцію. За нормальних умов вони розчиняються і не спричиняють жодних симптомів. Невелика кількість таких кристалів трапляється в каналах безсимптомних осіб. Для появи симптомів в протоках каналів має накопичитися їхня критична кількість, яка буде здатна або ефективно «сунути» ендолімфу перед собою, наче поршень, або своєю вагою тягнути купол під дією гравітації.
Описано два класичних механізми, яким чином отоліти викликають запаморочення.
Першим — це купулолітіаз (буквально «каміння на куполі»). Автор відкриття, Гарольд Шукнехт, вважав, що отоліти під дією гравітації опускалися до найнижчого місця у лабіринті — ампули заднього півколового каналу — та осідали на куполі. Важчий купол під дією гравітації у зміненій позиції відхилявся, викликаючи деполяризацію волоскових клітин, невідповідність сигналів між обома лабіринтами і, як наслідок, головокружіння. Купулолітіаз може пояснити певну кількість випадків ДППЗ, однак лише незначну. Він не може висвітлити такі типові для більшості пацієнтів явища, як коротку тривалість ністагму при маневрах чи згасання ністагму та головокружіння при тривалішому проведенні маневрів.
Теорією, яка пояснює більшість характеристик ДППЗ, — це каналолітіаз («каміння в каналі»). Її суть полягає в наявності вільних отолітів у протоках півколових каналів. Під час обертання головою, вони можуть рухатися від ампули чи в напрямку до неї і за принципом поршня переміщати ендолімфу перед собою, спричиняючи відхилення купола в ту чи іншу сторону. 

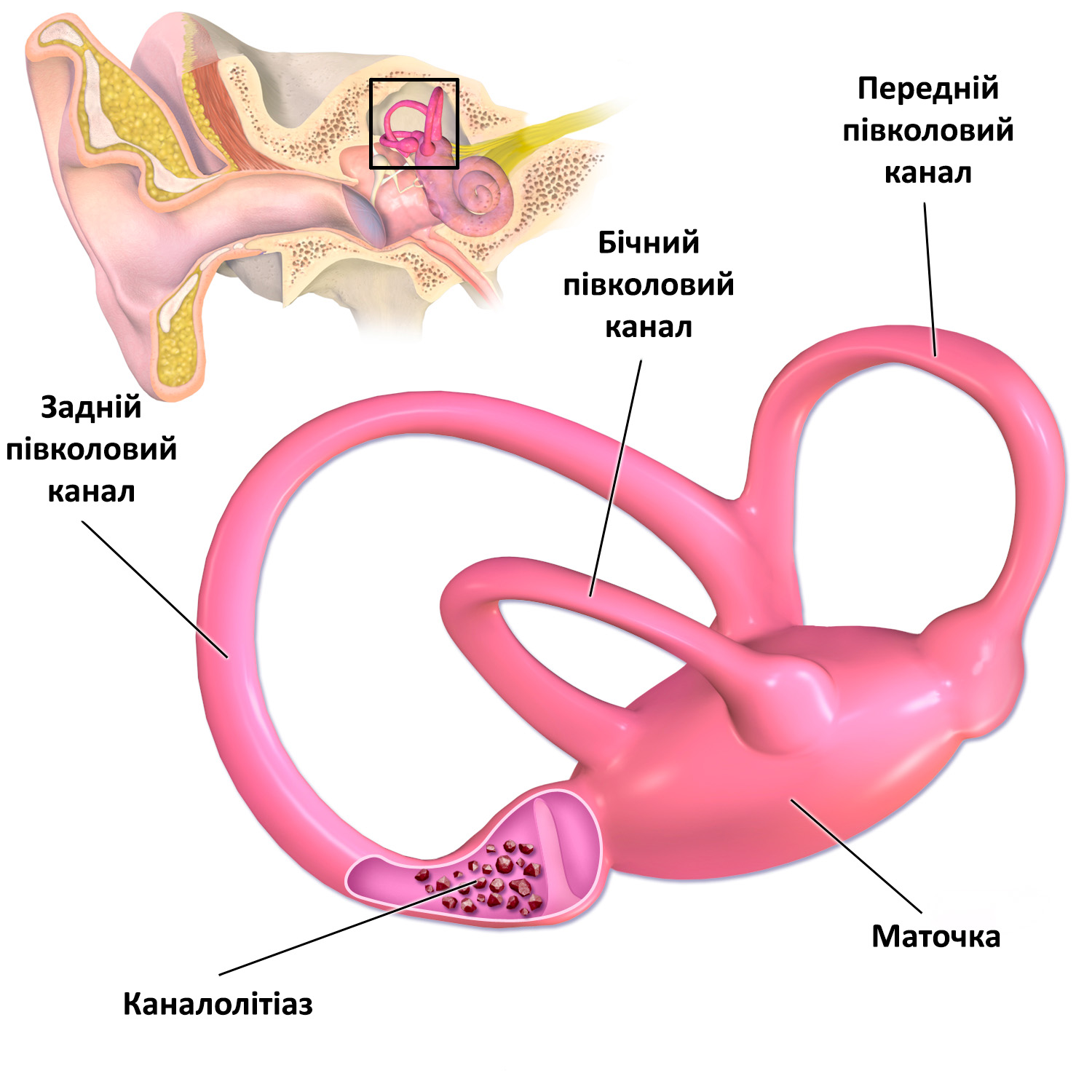
Отоконії, що вільно рухаються в просвіті заднього півколового каналу (каналолітіаз)

Каналолітіазем можна пояснити типові прояви ДППЗ.
- Напрямок ністагму при маневрах (англ. direction) — детальніше у наступному розділі.
- Поява головокружіння та ністагму зі затримкою (англ. latency) — відхилення купола викликає потенціал дії не одразу, а з невеликою затримкою, під час якої подразник має досягнути порогу деполяризації.
- Коротку тривалість головокружіння (англ. duration) — тимчасовість головокружіння пояснюється тим, що отоліти під дією гравітації досягають найнижчого положення в каналі за певної позиції голови, де осідають і більше не «штовхають» ендолімфу. Цей процес займає здебільшого декілька десятків секунд;
- Перебіг (англ. course) симптомів у вигляді crescendo-decrescendo — отоліти зі стану нерухомості починають рухатися під дією гравітації, найшвидше рухаються під час осідання (падіння) та знову повертаються до нерухомого стану після осідання.
- Зміна напряму (англ. reversal of direction) ністагму під час вставання у випадку заднього півколового каналу — при підйомі отоліти будуть рухатися у протилежну сторону, ніж коли особа лежала і їй проводили маневр. Лікар у цей момент може бачити ністагм, який буде мати протилежний напрямок, ніж ністагм під час маневру.
- Згасання, чи втома (англ. fatigability) ністагму та головокружіння під час повторних маневрів — нерухомі отоліти схильні формувати агломерати. Ті мають більшу вагу, ніж окремий кристал, сильніше рухають ендолімфу і викликають інтенсивніші симптоми. Часті повторювання маневрів не дають змоги отолітам сформувати агломерати. Це також пояснює, чому найсильніші симптоми людина відчуває зранку під час прокидання (коли за ніч отоліти сформують вище згадані агломерати), а протягом дня симптоми дещо зменшуються[40].

Обидві теорії пояснюють і різницю в інтенсивності та тривалості симптомів у різних пацієнтів: вільні отоліти, тиснучи на ендолімфу, викликають сильніше відхилення купола, ніж якби вони осіли на ньому. При подальшому осіданні отолітів у найнижчій точці каналу, вони перестають рухатися та тиснути на ендолімфу, купол повертається до свого нейтрального положення, голокружіння зникає. Це пояснює інтенсивніші, різкіші, але коротші прояви запаморочення та ністагму при каналолітіазі. У випадку купулолітіазу купол відхилений так довго, як утримується позиція голови, за якої він відхилився. Симптоми у такому випадку можуть тривати весь час, допоки утримується вище згадане положення. Якщо згасання і виникає, то воно трапляється через адаптацію рецепторів і вимагає більше часу в порівнянні з каналолітіазем

## Симптоми та класифікація

### Клінічна картина
Сама назва розладу відображає його основні характеристики:
- Доброякісне, тому що не несе прямої загрози життю чи функції вестибулярного апарату;
- Пароксизмальне, тому що виникає у вигляді короткочасних нападів — пароксизмів;
- Позиційне, тому що виникає при зміні позиції голови щодо гравітаційного поля (головокружіння спричиняє не рух, а саме нове положення голови у просторі);
- Запаморочення, тому що особа скаржиться на відчуття обертання навколишнього простору чи інші відчуття гіршої рівноваги[15].

Зазвичай пацієнт скаржиться на короткочасні атаки запаморочення, що виникають під час обертання в ліжку (дуже часто перша атака виникає під час прокидання), коли він лягає чи встає, рухає головою. Напади здебільшого типові, тобто виникають за однієї й тої ж ситуації, мають подібну тривалість та характер. Запаморочення може супроводжувати вегетативна симптоматика (нудота, блювання, тахікардія, підвищене потовиділення) та осцилопсія (нечіткий «мерехтливий» зір). Під час пароксизмів людина може навіть впасти й травмуватися. ДППЗ суттєво обмежує якість життя: воно пов'язане з підвищеним ризиком виникнення депресивного розладу, а також впливає на працездатність людини, адже та старається уникати ситуацій і положень, за яких напади  виникають.
Попри те, що для розладу характерний саме перебіг з атаками, низка пацієнтів може відчувати постійне слабке запаморочення чи нестійкість ходьби. Причини цього явища незрозумілі, спекулюють щодо впливу тривоги чи часткової спонтанної репозиції отолітів з каналів до маточки (так зване опіслярепозиційне отолітове запаморочення (англ. post-repositioning otolith dizziness)).
Особа з ДППЗ не завжди здатна описати свої скарги так, аби вони чітко вказували на цей діагноз. Рекомендовано активно використовувати провокативні маневри, навіть якщо пацієнт описує постійне запаморочення, а не нападоподібне.
ДППЗ вважають розладом, що може самостійно згасати: у близько 20% пацієнтів його симптоми зникають до місяця, у 50% — до 3 місяців. Однак, у 30% симптоматика зберігається тривало. Характерною є схильність до рецидивів: 15% пацієнтів знову матимуть ДППЗ до року, 50% — у довготривалій перспективі.

### Класифікація
- На основі ураженого каналу та сторони
  - ДППЗ заднього каналу (85% усіх випадків);
  - ДППЗ горизонтального каналу (10% усіх випадків);
  - ДППЗ переднього каналу (вкрай рідкісний);
  - багатоканальне ДППЗ[48];
  - однобічне або двобічне ДППЗ[49].

- На основі механізму виникнення
  - каналолітіаз (95% усіх випадків);
  - купулолітіаз[5].
- На основі розташування процесу в каналі
  - довге плече каналу;
  - коротке плече каналу[50].

- На основі етіології
  - ідіопатичне, або первинне ДППЗ (95% усіх випадків) — без ясної причини;
  - вторинне
    - опісля травми голови (найчастіша причина багатоканального чи двобічного ДППЗ[41]);
    - наслідок хвороби внутрішнього вуха (перенесений вестибулярний неврит(інші мови), хвороба Меньєра, вестибулярна мігрень(інші мови))[5].

Важливим є поділ ДППЗ на типові та атипові форми. Тільки каналолітіаз заднього або горизонтального півколового каналу є типовим і, за наявності характерних клінічних ознак, зазвичай не потребує додаткового обстеження, окрім провокативних маневрів.. В інших випадках проведення МРТ та інших обстежень є необхідним.

## Діагностика
Здебільшого для встановлення діагнозу достатньо зібрати скарги та провести діагностичні маневри. Ймовірною стороною ураження вважають ту, на якій симптоми виникають або є інтенсивнішими; її обстежують першою, однак завжди перевіряють обидва вуха. Проведення додаткових обстежень обґрунтоване у випадку нетипового ністагму при проведенні маневру чи наявності інших ознак пошкодження нервової системи.

### Маневри
Існує велика кількість різноманітних маневрів для різних механізмів ДППЗ (каналолітіаз, купулолітіаз) та локалізації процесу (задній, бічний, передній півколовий канал, їхня комбінація тощо).

#### Задній півколовий канал
У діагностиці ДППЗ заднього півколового каналу здебільшого використовують один із трьох маневрів: маневр Дікс—Голлпайка (англ. Dix-Hallpike maneuver), маневр Семона (англ. Semont maneuver) або маневр Семона-плюс (англ. SemontPLUS). Останні два є як діагностичними, так і лікувальними. Усі три маневри застосовують насамперед у випадку каналолітіазу — основного механізму виникнення ДППЗ. У разі купулолітіазу заднього півколового каналу — надзвичайно рідкісної форми — можливе застосування маневру Дікса—Голлпайка або його варіанту — напівманевру Дікса—Голлпайка.
Під час маневру Дікса—Голлпайка (інша назва — тест Нілена—Барані) пацієнтові в сидячому положенні повертають голову на 45° у бік ймовірно ураженого вуха та відхиляють її назад на 20°. Далі його укладають на спину і спостерігають за очима. Якщо на цій стороні дійсно наявні отоліти в задньому півколовому каналі, спостерігається типовий ністагм: він спрямований угору — до чола та нижнього вуха, зазвичай не з’являється миттєво, поступово наростає, досягає піку, після чого зменшується та зникає; загальна тривалість становить до 1 хвилини. Опісля згасання ністагму пацієнта повертають до сидячого положення і після невеликої паузи перевіряють протилежну сторону. Під час повернення з положення лежачи у сидяче у пацієнта може виникнути короткий епізод запаморочення з ністагмом спрямованим донизу. Напрям ністагму повністю узгоджується зі законами Евальда: захиляння голови викликає ампулофугальний рух отолітів та ендолімфи, що активує задній канал. Ця активація веде до опускання очних яблук та їхнього обертання всередину до носа, мозок же ж намагається відкорегувати це відхилення, як наслідок виникає швидка фаза ністагму з протилежним напрямом.

Маневр Семона, початковий етап

Під час першого етапу маневру Семона також провокують ністагм шляхом ампулофугального руху ендолімфи. Пацієнт у сидячому положенні повертає голову на 45° у бік здорового вуха та фіксує цю позицію. Далі лікар укладає пацієнта на бік, протилежний до повороту голови — тобто на хвору сторону (пацієнт переміщений на 90°, перебуває в боковому положенні, обстежуване вухо — знизу, погляд спрямований до стелі). Має виникнути ністагм, який ідентичний при проведенні тесту Дікс—Голлпайка. Якщо ністагм виникає, одразу переходять до другого — лікувального — етапу: пацієнта швидко переміщують на 180° на протилежний бік (тобто пацієнт опиняється в бічному положенні на здоровій стороні, його погляд під кутом 45° спрямований донизу, хворе вухо — зверху). Маневр Семона особливо підходить літнім людям  чи особам з проблемами з хребтом. Модифікованою версією тесту, що підвищує його діагностичну та терапевтичну ефективність, вважається маневр Семона-плюс. Його особливістю є те, що під час першого етапу — при укладанні пацієнта на хворий бік — голову додатково нахилена в бік до 150°.
Напівманевр Дікс—Голлпайка полягає у тому, що пацієнт обертає свою голову на 45°, як і в класичному варіанті, однак не захиляє голову дозаду на 20°. Ампулофугальне відхилення купола в цьому випадку викликає не рух ендолімфи, а вага отолітів, що прилипли до нього. Коли пацієнт лягає на спину, його голова та верхня частина тулубу припідняті на 30°. Деякі дані вказують, що такий модифікований маневр більш ефективний у діагностиці купулолітіазу заднього півколового каналу, ніж класичний. Інші дані вказують на рівноцінність тестів. У будь-якому разі очікуваний ністагм не відрізняється за напрямком від ністагму при каналолітіазі, проте він зазвичай є інтенсивнішим, може виникати без латентного періоду та тривати понад 60 секунд..

#### Бічний півколовий канал
Найпопулярнішим тестом для діагностики ДППЗ бічного півколового каналу є supine (head) roll test (інша назва тест Паніні—Макклура), що з англійської можна приблизно перекласти як «тест з обертанням (голови) лежачи». Іншим популярним діагностични методом є bow and lean test (приблизний переклад «тест з нахилом тулуба вперед та назад»).
При supine roll test пацієнт лежить на спині з головою піднятою на 20°. Далі лікар обертає голову на 90° — спочатку на потенційно хвору сторону, опісля на іншу. У випадку каналолітіазу отоліти знаходяться в дистальній частині каналу. При обертанні голови на хвору сторону, вони починають рухатися у напрямку до ампули. Відповідно до другого закону Евальда, це активує горизонтальний канал і спричиняє відведення очей на протилежну сторону. Мозок намагається скоригувати швидким рухом очей в сторону хворого вуха. Виникає геотропний ністагм, тобто у напрямку до землі, який має характерні для каналолітіазу характеристики. При обертанні на інший (здоровий) бік, отоліти у хворому вусі рухаються від ампули, що викликає гальмування у цьому каналі. Очі відхиляються у сторону хворого вуха, мозок коригує це відхилення швидким рухом на здорову сторону — знову виникає геотропний ністагм. Сторона, на якій геотропний ністагм сильніший, є стороною з купулолітіазом.
У випадку купулолітіазу, обертання голови на уражений бік спричинить ампулофугальне відхилення купола: на ній нагромаджуються важкі отоліти, які тягнуть її за вектором гравітації. Виникає гальмування, протилежний горизонтальний канал є активнішим, він спричиняє відведення очей на протилежну щодо себе сторону, яке мозок корегує швидким рухом очей на здорову сторону (виникає агеотропний ністагм, тобто у напрямку від землі, з типовими для купулолітіазу характеристиками). Обертання на здоровий бік спричиняє ампулопетальне відхилення куполи: виникає збудження, очі відхиляються у бік здорового вуха, мозок коригує це відхилення швидким рухом на хворий бік, знову виникає агеотропний ністагм. Сторона, на якій агеотропний ністагм є слабшим, є стороною з купулолітіазом. 
| Supine roll test            | Supine roll test                                                  | Supine roll test                                                   | [ 62 ] |
| Сторона ураження            | Каналолітіаз                                                      | Купулолітіаз                                                       | [ 62 ] |
| --------------------------- | ----------------------------------------------------------------- | ------------------------------------------------------------------ | ------ |
| Правий горизонтальний канал | Геотропний ністагм сильніший на правій стороні і слабший на лівій | Агеотропний ністагм слабший на правій стороні і сильніший на лівій | [ 62 ] |
| Лівий горизонтальний канал  | Геотропний ністагм сильніший на лівій стороні і слабший на правій | Агеотропний ністагм слабший на лівій стороні і сильніший на правій | [ 62 ] |

При bow and lean test пацієнт спочатку зігне свою голову вперед на 30°, а також нахилить допереду своє тіло на 90° (стадія «bow», тобто нахиляння вперед). У випадку каналолітіазу отоліти рухатимуться до ампули, викликаючи збудження. Лікар бачитиме горизонтальний ністагм, який битиме в напрямку хворого вуха та буде тимчасовим. У випадку купулолітіазу горизонтальний ністагм битиме на здоровий бік і буде постійним. Далі слідує фаза «lean», тобто нахиляння назад. Тулуб пацієнта рівний, але голова закинута на 60° дозаду. У випадку каналолітіазу отоліти рухатимуться від ампули, викликаючи гальмування. Лікар бачитиме горизонтальний ністагм, котрий прямуватиме у сторону від хворого вуха. Ністагм буде тимчасовим. У випадку купулолітіазу ситуація протилежна: ністагм битиме у напрямку хворого вуха та є постійним.
| Позиція | Каналолітіаз (постійний ністагм)                   | Купулолітіаз (короткочасний ністагм)               | [ 64 ] |
| ------- | -------------------------------------------------- | -------------------------------------------------- | ------ |
| Bow     | Горизонтальний ністагм у напрямку до хворого вуха  | Горизонтальний ністагм у напрямку від хворого вуха | [ 64 ] |
| Lean    | Горизонтальний ністагм у напрямку від хворого вуха | Горизонтальний ністагм у напрямку до хворого вуха  | [ 64 ] |

#### Передній півколовий канал
ДППЗ переднього півколового каналу є надзвичайно рідкісним, його частка складає 1-2% відсотки серед всіх ДППЗ. Існують два тести для його виявлення: вже згаданий маневр Дікс—Голлпайка та тест з висячою головою. Вони стосуються каналолітіазу; купулолітіаз переднього каналу є більше теоретичним концептом, його міжнародні критерії діагностики відсутні.
Маневр Дікс—Голлпайк проводиться так само, як і у випадку з ДППЗ зі заднього півколового каналу, спричиняючи ампулофугальне відхилення ампули, однак ністагм у цьому випадку буде бити донизу (до бороди). Інколи він має обертальну частину в напрямку до хворого вуха.
Під час тесту з висячою головою пацієнт лежить на спині, а його голова з допомогою лікаря максимально наскільки це можливо закинута дозаду. Знову ж таки, має виникнути ністагм, що б'є донизу, обертальна частина теж може з'явитися. Цей маневр є дещо більш чутливим для детекції ДППЗ переднього півколового каналу, а також з цього положення можна одразу перейти до проведення лікувального маневру.

### Диференційна діагностика
Окрім встановлення правильного типу ДППЗ включно з його атиповими формами (наприклад, багатоканальне ДППЗ), необхідно виключити інші стани, які супроводжуються періодичним головокружінням чи запамороченням. Вони можуть виникати на рівні вестибулярного апарату, центральної нервової системи (ЦНС), бути проявом соматичного чи психічного розладів.

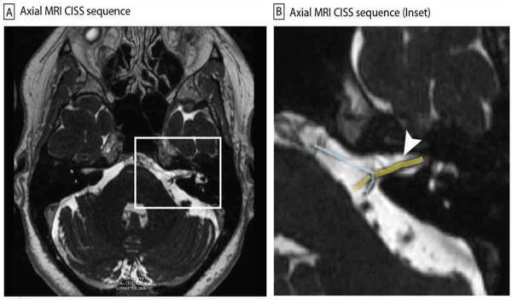
Стиснений судиною лівий присінково-завитковий нерв як причина вестибулярної пароксизмії (нерв зображено жовтим, біла стрілка — місце найвиразнішого стиснення)

Вестибулярні пароксизмальні стани можна розділити на позиційні та спонтанні. Окрім ДППЗ до першої групи належить ще й дуже рідкісний синдром легкого купола. У його випадку через незрозумілі причини купол стає легшим щодо ендолімфи. Якщо хворе вухо при обертанні голови опиниться знизу, то він відхилеться нагору наче поплавок. Зміна положення голови викликає відчуття запаморочення. Виникає ампулопетальне відхилення купола. Синдром легкої купули описаний виключно щодо горизонтальних каналах. При проведенні supine roll test можна побачити геотропний ністагм, який не припиняється (при ДППЗ геотропний ністагм є наслідком купулолітіазу і з часом згасає).
До другої групи належать вестибулярна мігрень, хвороба Меньєра, вестибулярна пароксизмія. Головними відмінностями між ними та ДППЗ є те, що вони виникають спонтанно за різних умов (у спокої, при обертанні, при ходьбі), а також негативні діагностичні маневри. Основою вестибулярної мігрені є різна комбінація типових для неї головних болей та епізодів головокружіння, інколи при обстеженні можна побачити спонтанний чи спровокований поглядом ністагм. Для хвороби Меньєра характерні спонтанні атаки як головокружіння, так і розладів слуху, часто з відчуттям «води» у вусі, раптові падіння (отолітові кризи Тумаркіна). З часом зниження гостроти слуху стає постійним, насамперед це стосується низьких та середніх частот. Пацієнт з вестибулярними пароксизміями буде скаржитися на часті спонтанні стереотипні й дуже короткі атаки головокружіння. Неврологічне та отологічне обстеження буде нормальним. Класичною причиною є стиснення судиною присінково-завиткового нерву.
Серед розладів ЦНС нагадувати ДППЗ можуть центральне позиційне запаморочення та транзиторні ішемічні атаки (ТІА) у вертибро-базилярному басейні. Пацієнти з центральним позиційним запамороченням мають ідентичні скарги, як при ДППЗ, однак при діагностичному маневрі лікар буде бачити нетиповий ністагм:
| Характеристика       | ДППЗ | Центальне позиційне головокружіння                                                                                |
| -------------------- | --- | --- |
| Ністагм              | | |
| Затримка             | Типово є | Немає або дуже коротка                                                                                            |
| Напрямок             | У площині каналу. Наприклад, горизонтальний при стимуляції горизонтального каналу. Вертикально-обертальний при стимуляції заднього чи переднього каналів. | Не відповідає площині каналу. Наприклад, вертикальний при стимуляції горизонтального каналу чи чисто обертальний. |
| Перебіг              | Згасаючий, типово висхідно-низхідна інтенсивність (каналолітіаз)                                                                                          | Типово незгачаючий, висхідно-нисхідна інтенсивність рідко                                                         |
| Інші знахідки        | | |
| Неврологічний статус | Нормальний | Може бути патологія (дизартрія, диплопія, атаксія тощо)                                                           |
| Нейровізуалізація    | Нормальна КТ/МРТ | Може бути патологічна знахідка на КТ/МРТ (демієлінізація, пухлина тощо)                                           |

Причинами центрального позиційного запаморочення можуть бути пухлини, аутоімунні демієлінізуючі захворювання, інсульти, запальні процеси, які вражають мозочок або присінкові ядра в стовбурі мозку. На відміну від ясних прикладів ДППЗ (каналолітіаз заднього чи бічного півколових каналів), коли додаткові методи обстеження непотрібні, у випадку атипового ністагму необхідно провести нейровізуалізацію, аби провести диференційну діагностику між атиповим ДППЗ (наприклад, купулолітіазом заднього чи горизонтального півколових каналів, каналолітіазом переднього півколового каналу тощо) та ушкодженням ЦНС.
Судини вертебро-базилярного басейну постачають кров до стовбура головного мозку, мозочка та внутрішнього вуха. При  (ТІА) пацієнт може відчувати спонтанне головокружіння, але вона зазвичай триває від десятка хвилин до декількох годин. На відміну від ДППЗ діагностичні маневри будуть негативні. ТІА з цього річища також можуть супроводжувати інші неврологічні ознаки (атаксія, диплопія, дисфагія, дизартрія). На ТІА варто думати в особи з високим кардіоваскулярним ризиком (артеріальна гіпертензія, гіперліпідемія, фібриляція передсердь, куріння, цукровий діабет), спонтанним, а не позиційним головокружінням та негативними провокативними маневрами. 

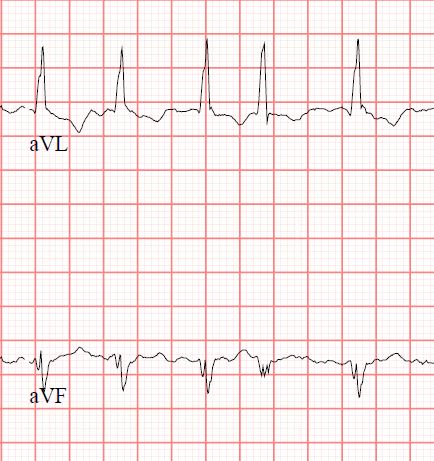
Пароксизми серцевої аритмії можуть викликати епізоди головокружіння (на малюнку ЕКГ при фібриляції передсердь)

У пацієнтів з цукровим діабетом, які не дотримуються режиму, глікемія може коливатися, досягаючи як високих, так і низьких значень. Дуже часто при гіпоглікемії може виникати запаморочення. Якщо епізоди гіпоглікемії повторюються, це може створювати ілюзію періодичних епізодів гіршої рівноваги. Запаморочення може виникати й при серцево-судинних хворобах. При ортостатичні гіпотензії пацієнт буде скаржитися на порушення балансу опісля того, як він встав. При її класичній формі падіння тиску виникає до 3 хвилин. У такому випадку відносно легко пов'язати вертикалізацію та скарги на головокружіння. Маневри теж будуть негативні. Більшою діагностичною проблемою є віддалена ортостатична гіпотензія, коли падіння тиску з'являється пізніше, ніж за 3 хвилини. У будь-якому випадку, негативні маневри виключать ДППЗ. Пароксизмальні порушення серцевого ритму теж можуть виглядати як повторювані епізоди головокружіння. Причиною є гіпоперфузія головного мозку при неадекватному серцевому викиді. Знахідка під час електрокардіографії та негативні маневри дозволяють відрізнити їх від ДППЗ.
Панічні атаки виникають спонтанно і часто частиною їхньої клінічної картини є запаморочення. Однак, окрім цього панічні атаки зачасту мають багату вегетативну та психічну симптоматику: сильний страх, серцебиття, відчуття тепла, що шириться тілом, неможливість вдихнути повітря, клубок в горлі, «ватні» ноги тощо. Маневри будуть негативними, неврологічний статус в нормі.

### Критерії
Міжнародна спільнота нейроотології, вестибулярної медицини та вестибулярних досліджень імені Роберта Барані оприлюднила офіційні діагностичні критерії для низки варіантів ДППЗ. Настанови з інших країн, включно з Україною, не протирічать їм.

#### Каналолітіаз заднього півколового каналу
- Повторювані атаки позиційного головокружіння чи запаморочення, що виникають, коли пацієнт лягає чи рухає головою.
- Тривалість атаки до 1 хвилини.
- Наявний позиційний ністагм, що виникає з певним запізненням (до кількох секунд) при виконанні маневру Дікс—Голлпайка чи маневру Семона. Цей ністагм є обертально-вертикальний: б’є до нижнього вуха (хворого) та нагору (до чола). Його тривалість — до 1 хвилини.
- Ці атаки не можна пояснити іншими хворобами чи станами[41].

#### Каналолітіаз горизонтального півколового каналу
- Повторювані атаки позиційного головокружіння чи запаморочення, що виникають, коли пацієнт лягає чи рухає головою.
- Тривалість атаки до 1 хвилини.
- Виникнення позиційного ністагму, що виникає одразу або з мінімальним запізненням під час проведення supine roll test. Цей ністагм є горизонтальним і на кожному боці б’є до нижнього вуха (є геотропним, тобто у напрямку до землі), а його тривалість не більше 1 хвилини.
- Ці атаки не можна пояснити іншими хворобами чи станами[41].

#### Купулолітіаз горизонтального півколового каналу
- Повторювані атаки позиційного головокружіння чи запаморочення, що виникають, коли пацієнт лягає чи рухає головою.
- Виникнення позиційного ністагму, що виникає одразу або з мінімальним запізненням під час виконання supine roll test. Цей ністагм є горизонтальним і на кожному боці б’є до верхнього вуха (є агеотропним, тобто у напрямку від землі), а його тривалість більш як 1 хвилина.
- Ці ознаки не можна пояснити іншими хворобами чи станами[41].

#### Ймовірне ДППГ, що самовільно затихло
- Повторювані атаки позиційного головокружіння чи запаморочення, що виникають, коли пацієнт лягає чи рухає головою.
- Тривалість атаки до 1 хвилини.
- Ніякого головокружіння чи ністагму під час провокативних маневрів.
- Ці атаки не можна пояснити іншими хворобами чи станами[41].

#### Каналолітіаз переднього півколового каналу
- Повторювані атаки позиційного головокружіння чи запаморочення, що виникають, коли пацієнт лягає чи рухає головою.
- Тривалість атаки до 1 хвилини.
- Виникнення позиційного ністагму, що виникає одразу або з мінімальним запізненням під час виконання маневру Дікс—Голлпайка чи тесту з висячою головою. Цей ністагм є вертикальним, б’є донизу (до бороди) і триває до 1 хвилини.
- Ці атаки не можна пояснити іншими хворобами чи станами[41].

#### Купулолітіаз заднього півколового каналу
- Повторювані атаки позиційного головокружіння чи запаморочення, що виникають, коли пацієнт лягає чи рухає головою.
- Наявний позиційний ністагм, що виникає одразу або з певним запізненням (до кількох секунд) при виконанні напівманевру Дікс—Голлпайка. Цей ністагм є обертально-вертикальний: б’є до нижнього вуха (хворого) та нагору (до чола), а його тривалість більша за 1 хвилину.
- Ці атаки не можна пояснити іншими хворобами чи станами[41].

#### Каналолітіаз декількох каналів
- Повторювані атаки позиційного головокружіння чи запаморочення, що виникають, коли пацієнт лягає чи рухає головою.
- Тривалість атаки до 1 хвилини.
- Виникнення позиційних ністагмів, які типові для каналолітіазів декількох каналів, під час виконання маневру Дікс—Голлпайка та supine roll test.
- Ці атаки не можна пояснити іншими хворобами чи станами[41].

#### Можливе ДППЗ
- Атаки позиційного головокружіння, які мають характеристики, що нагадують ДППЗ, але при цьому не відповідають вище переліченим критеріям
- Ці атаки не можна пояснити іншими хворобами чи станами[41].

## Лікування

### Задній півколовий канал
Найчастіший вжиток та найбільшу кількість досліджень мають маневри Еплі, Семона та Семона-плюс. Їх використовують як у випадку каналолітіазу, так і купулолітіазу.
Маневр Еплі розпочинається як діагностичний маневр Дікс-Голлпайк: пацієнт повертає голову на 45° та закидує її дозаду на 20°. З допомогою лікаря лягає на спину так, аби голова висіла. Виникає типовий ністагм, що б'є нагору та обертається до хворого вуха. Опісля 30 секунд швидким рухом голова обертається на 90° від хворого боку. Через 20 секунд і тіло, і голова одночасно обертаються на 90° у тому ж напрямку: пацієнт би мав лежати на здоровому боці тулуба, а його голова б мала дивитися під кутом 45° на підлогу. Виникнення ідентичного (так званого ортотропного) за напрямком та іншими характеристиками ністагму під час цих етапів є прогностичною ознакою, що вказує на ефективність маневру. Через 20 секунд пацієнт займе сидяче положення.
Етапи проведення маневру Семона та Семона-плюс описані в розділі «Діагностика». Під час етапу, коли пацієнта кладуть на здорову сторону, ністагм, що б'є нагору та обертається до верхнього вуха, є ознакою успішної репозиції. Обертання до нижнього вуха може свідчити про неуспішність маневру.

### Горизонтальний півколовий канал
ДППЗ з горизонтального півколового каналу зазвичай не реагує на терапевтичні маневри, які застосовують для лікування цього ж стану в задньому півколовому каналі. Спонтанна ремісія частіша у порівнянні зі заднім каналом. 

Маневр Лемперта (у випадку малюнку зображене лікування купулолітіазу у правому півколовому каналі)

Для лікування каналолітіазу у горизонтальному каналі (геотропний ністагм) зазвичай використовують маневр Лемперта з обертанням на 360° («маневр барбекю»). Спочатку пацієнт лежить на спині, далі обертає голову і тіло на 90° в сторону здорового вуха і в такій позиції перебуває 30 секунд. Дев'яностоградусні обертання зі тридцятисекундними утриманнями повторюються до того часу, допоки не буде проведений оберт на 360°, після якого пацієнт сідає та закінчує маневр. Існують модифікації, коли маневр завершують по досягненню обертання на 270°.
Іншим варіантом терапії є маневр Гуфоні. Пацієнта кладуть на бік на сторону здорового вуха, по 30 секундах повертають голову на 45-60° таким чином, аби обличчя дивилося на підлогу. Таку позицію рекомендовано утримувати 60-120 секунд, після чого пацієнта слід повернути до сидячого положення, під час підняття голова надалі обернута на 45-60°, повернення голови до нейтрального положення відбувається опісля завершення підйому.

Класичний маневр Яковіно дещо відрізняється від модифікованого: згинання голови вперед на 45° відбувається ще у лежачій позиції

Для лікування купулолітіазу (агеотропний ністагм) найчастіше застосовують два підходи: модифікований маневр Гуфоні (він же маневр Апіані) для цього варіанту ДППЗ або двоетапний підхід, коли купулолітіаз спочатку переводять в каналолітіаз, а опісля лікують його вище згаданими маневрами. У випадку маневру Гуфоні для купулолітіазу пацієнта кладуть на сторону хворого вуха, опісля 30 секунд голову обертають на 45-60° у напрямку підлоги, після однієї-двох хвилин пацієнта повертають до сидячого положення. У випадку переведення купулолітіазу в каналолітіаз пацієнт нахиляє голову вперед приблизно на 120° та трясе нею з частотою приблизно 3 Гц (3 рухи за секунду). Далі лікар проводить або маневр Лемперта, або маневр Гуфоні.

### Передній півколовий канал
Лікування проводять завдяки модифікованому маневру Яковіно, сторону ураження для його проведення не слід з'ясовувати: пацієнт лежить на спині зі закинутою на 30° головою дозаду, опісля 30 секунд він повертається до сидячого положення з головою у нейтральному положенні. Опісля ще 30 секунд голову нахиляють на 45° допереду, тримають її в такому положені пів хвилини та повертають до нейтрального положення.

## Контроверзійні нозології
Описано низку потенційних нових варіантів ДППЗ, однак у випадку деяких нозологій запропоновані механізми не здатні пояснити всі клінічні прояви.
Ще 2001 року було висунуто припущення про існування ДППЗ за наявності отолітів у короткому плечі. Найбільший масив інформації стосується ДППЗ у короткому плечі заднього півколового каналу. Коротке плече цього каналу розташоване одразу біля маточки, а тому попадання отолітів у це місце є дуже правдоподібним. Під час проведення маневру Дікс—Голлпайка виникатиме або повільний ністагм, спрямований донизу, або ністагм може бути відсутній. У першому випадку отоліти прилипають до купола і викликають його ампулопетальне відхилення, що гальмує задній півколовий канал. У другому випадку вони розташовані біля основи купола та не викликають його відхилення при маневрі. У другому варіанті, під час повернення до сидячого положення, пацієнт може відчути тимчасове запаморочення чи коливання тулуба. Гіпотетично це пов'язано із виходом отолітів з короткого плеча у присінок.
На гіпотетичному рівні припускають існування ДППЗ у короткому плечі горизонтального каналу. У його випадку, якщо хворе вухо опиниться знизу, отоліти би мали викликати ампулофугальне відхилення купола, що гальмує цей канал. Як наслідок, має виникнути агеотропний ністагм. Однак, при проведенні supine roll test на здоровій стороні ністагм не повинен виникати. Наявні припущення про перехід такого варіанту ДППЗ у більш класичний (у довгому плечі) у разі проведення  провокативних чи діагностичних маневрів.
2012 року був вперше описаний випадок виникнення ністагму, що бив донизу, але був пов'язаний зі заднім каналом. Припускається, що в цьому випадку отоліти знаходяться у довгому плечі, але близько біля спільної ніжки. Під час проведення маневру Дікс—Голлпайка вони рухаються в напрямку ампули, тобто спричиняють ампулопетальний рух ендолімфи і, як наслідок, гальмування заднього півколового каналу.
Існують описи ДППЗ, щодо яких припускають закупорення отолітами просторів півколового каналу — каналова пробка (англ. canalith jam). До певної міри мова йде про потенційне ускладнення від лікування ДППЗ. Виникає різниця тиску між частинами півколового каналу, що веде до постійного ампулопетального чи ампулофугального відхилення купола. Особливістю цього варіанту є наявність постійного спонтанного ністагму, який буде ідентичний такому при вестибулярному невриті чи під час нападу хвороби Меньєра.
Існують припущення про існування купулолітіазу та навіть ДППЗ у короткому плечі переднього півколового каналу.